# 嵩瑞
嵩瑞 (1851年—？)，字嶽生，号允中，满佳氏，滿洲鑲藍旗人，清朝政治人物、同進士出身。
光緒丙子举人，庚寅贡士，十八年（1892年），参加光緒壬辰科殿試，登進士三甲106名。同年五月，著交吏部掣签分发各省，以知县即用

## 家庭
- 曾祖苏明阿；
- 祖都隆阿；
- 父富森布，印务章京兼公中佐领；
- 姐妹满佳氏，镇国将军宗室聯森繼妻。[2]